# Кубанська сільська рада (Переволоцький район)
Куба́нська сільська рада (рос. Кубанский сельский совет) — сільське поселення у складі Переволоцького району Оренбурзької області Росії.
Адміністративний центр — село Кубанка.

## Населення
Населення — 1361 особа (2019; 1457 в 2010, 1438 у 2002).

## Склад
До складу сільської ради входять:
| Населений пункт | Населення, осіб (2002) | Населення, осіб (2010) |
| --------------- | ---------------------- | ---------------------- |
| Кубанка, село   | 1159                   | 1126                   |
| Рижковка, село  | 78                     | 74                     |
| Родничне, село  | 201                    | 257                    |